# Cyrus Avery
Pour les articles homonymes, voir Avery.
Cyrus Stevens Avery (1871–1963) est un Américain connu sous le nom de père de la Route 66 (Father of Route 66). Il est né en Pennsylvanie et déménagea en Oklahoma (qui faisait alors partie du Territoire indien) alors qu'il avait 14 ans. Il sortit diplômé du William Jewell College, se maria et s'installa à Oklahoma City. En 1904, il investit dans la production de pétrole et s'installa à Vinita avant de partir à Tulsa.